# 少林传奇
《少林傳奇》是中国大陆与台湾联合拍摄的一部动画片，该作品主要讲述的是蓝天为了给父亲伸冤，于是决定到少林寺练习功夫，并在这之中惩恶扬善的故事，该作还展现了罗汉拳、形意拳等功夫。

## 剧情
蓝天为了救被奸人陷害的父亲，于是决定和青梅竹马一起去少林寺修炼，后靠着自己的努力掌握了少林寺的很多功夫，并借此来惩恶扬善。

## 電視原聲
| 曲序 | 曲目         | 演唱   |
| ---- | ------------ | ------ |
| 1.   | 传奇(主题曲) | 黄立行 |

| 曲序 | 曲目 |        | 作曲 | 演唱   |
| ---- | ---- | ------ | ---- | ------ |
| 1.   | 无题 | 释延王 | 彭程 | 江美琪 |

## 外部連結
- 豆瓣电影上《少林传奇》的資料 （简体中文）